# Jürgen Grabher
Jürgen Grabher (6 maggio 1964) è un ex sciatore alpino austriaco.

## Biografia
Sciatore polivalente, Grabher debuttò in campo internazionale in occasione dei Mondiali juniores di Auron 1982, dove vinse la medaglia d'argento nella combinata e si piazzò 11º nella discesa libera, 6º nello slalom gigante e 8º nello slalom speciale; in Coppa del Mondo ottenne un unico piazzamento a punti, il 15 gennaio 1985 ad Adelboden in slalom gigante (15º), e nello stesso anno ai Campionati austriaci 1985 conquistò la medaglia di bronzo nella combinata, suo ultimo piazzamento agonistico. Non prese parte a rassegne olimpiche né ottenne piazzamenti ai Campionati mondiali.

## Palmarès

### Mondiali juniores
- 1 medaglia:
  - 1 argento (combinata ad Auron 1982)

### Coppa del Mondo
- Miglior piazzamento in classifica generale: 110º nel 1985

### Campionati austriaci
- 1 medaglia[1]:
  - 1 bronzo (combinata nel 1985)